# テムル・ホージャ
テムル・ホージャ（تیمور خواجه/tīmūr khwāja、? - 1361年）は、バトゥ家断絶後（1360年5月〜6月、1361年8月）のジョチ・ウルスのハン。父のヒズル・ハンを弑逆してハン位に就いたが、自らもクリミア地方の有力者ママイに敗れて亡くなった。

## 概要
テムル・ホージャはシバン家の出身としては始めてハン位についたヒズル・ハンの長男であった。テムル・ホージャは父の在世中に陰謀を企て、父のヒズルを弑逆してジョチ・ウルスのハン位についた 。そのため、『勝利の書なる選ばれたる諸史』などには、「すなわち、父を殺した顔の黒いハン」と記されている。テムル・ホージャは5週間にわたって在位し、新サライでコインの鋳造を行ったことが知られている。
ジョチ・ウルスの有力貴族たちはテムル・ホージャ政権を初期から敵視しており、クリミア地方を拠点とする有力諸侯のママイを中心にアブドゥッラーをハンに推戴した。こうして、ジョチ・ウルス右翼（＝バトゥ・ウルス）では西半を支配するママイと東半を支配するシバン家の間で内紛が始まった。ママイに対抗する力を失ったテムル・ホージャは、ヴォルガ川の東に逃げ、そこで殺された。テムル・ホージャの没後、サライの支配者の地位はオルド・マリクなる人物が継いだとされるが、史料不足のためこの間の経緯については不明な点が多い。

## シバン家
- ジョチ太子(Jöči ＞朮赤/zhúchì,جوچى خان/jūchī khān)
  - シバン(Šiban ＞شيبان/šībān)
    - カダク(Qadaq ＞قاداق/qādāq)
      - トレ・ブカ(Töle buqa ＞تولا بوقا/tūlā būqā)
        - マングタイ(Manγtai ＞داربو/mānkqūtāy)
          - ヒズル・ハン(Hiḍr qan ＞خضر خان/khiḍr khān)
            - テムル・ホージャ(Temür khwaja ＞تیمور خواجه/tīmūr khwāja)

          - ムラート(Murād ＞مراد خان/murād khān)

    - バハドル(Baγatur ＞تولا بوقا/bahādur)
      - ジョチ・ブカ(Jöči buqa ＞جوچى بوقا/jūchī būqā)
        - ヤダクル(Yadaqul ＞تولا بوقا/yādāqūl)
          - ミン・テムル(Ming temür ＞مينك تيمور/mīnk tīmūr)